# 블랑딘 벨라부아르
블랑딘 벨라부아르(프랑스어: Blandine Bellavoir, 1984년 3월 2일 ~ )는 프랑스의 배우, 모델이다.